# Virà (Fenolleda)
Virà (l'endònim occità és Viran i el topònim oficial en francès, Vira) és un municipi de la comarca de la Fenolleda, al departament dels Pirineus Orientals.

## El terme
El terme municipal de Virà, s'estén a la capçalera de la vall de la Matassa (afluent a l'adasig a Felluns), als vessants NE del Serrat Naut ocupats en part pel bosc de Boissavila (el 60 % del terme): forma par del sinclinal de Boissavila, excepte la part més deprimida del N. acabament del massís paleozoic de l'Aglí. Comprèn el poble de Virà, que agrupa l'escassa població del municipi. Limita amb els termes de Fenollet (NW), Fossa (NE), el Viver (E), Rebollet (S) i Ginclà (W), aquest darrer ja de la Fenolleda incorporada al departament de l'Aude. Es comunica per carreteres secundàries amb Fenollet (vers Cauders) i amb el Viver.

## El relleu
Els punts més alts són a l'extrem de ponent, als cims que separen la Vall de Santa Creu (departament de l'Aude) de la de la Matassa: Serrat Naut (1310 m), extrem SW, i roc de Boissavila (1247 m), al NW. A l'extrem del mig-dia s'assoleixen 1126 m i 1005 m al coll de L'Espinàs (SE). Baixen en direcció SW-NE dos torrents paral·lels, el rec de Virà i la ribera de Boissavila, que formen a Fossa la ribera de la Matassa. El gran bosc de Boissavila, de l'estat, el comparteix amb el terme de Fenollet; és un magnífic bosc alt d'avets i faigs, de gran valor, tant per l'explotació de la fusta com per l'atractiu turístic. Al voltant del poble i al sector més baix hi ha rouredes amb landes; al N, al límit amb el terme de Fenollet, hi ha una zona desboscada amb landes.
La superfície agrícola és per açò només de 49 ha (en 7 explotacions), només el 4% del territori, 30 de les quals de pastures i farratges, 8 de cereals, 9 de vinya i 1 d'arbres fruiters i menys d'una de patates. El cens ramader dona 76 caps d'oví i 51 de cabrum.

## Història
L'abadia de Sant Miquel de Cuixà posseïa un a alou a Virà (Virano) el 1001, segons la butlla de Sergi IV confirmant els béns d'aquest monestir. El capítol de Sant Pau de Fenollet hi tingué drets, que conservà fins a la Revolució Francesa. Al segle xv, la senyoria de Virà, amb la de Perles (del veí terme de Fossa), depenia d'una branca de la família del Viver.

## Ubicació
El poble de Virà es troba en un replà, a 620 m d'altitud a l'esquerra del rec de Virà i constitueix un petit agrupament de cases que s'esgraonen en un coster, centrades per l'església parroquial de Santa Creu. Al sector del bosc de Boissavila que pertany al terme hi ha els refugis forestals de Gastepà (a l'extrem de ponent, sota el serrat Naut) i el de Ròcabruna (al NE de l'anterior, sota el roc d'en Pelhòfa). La meitat de les cases són residències secundàries. Escampats vora el poble i ha diversos antics corrals.

## Geografia

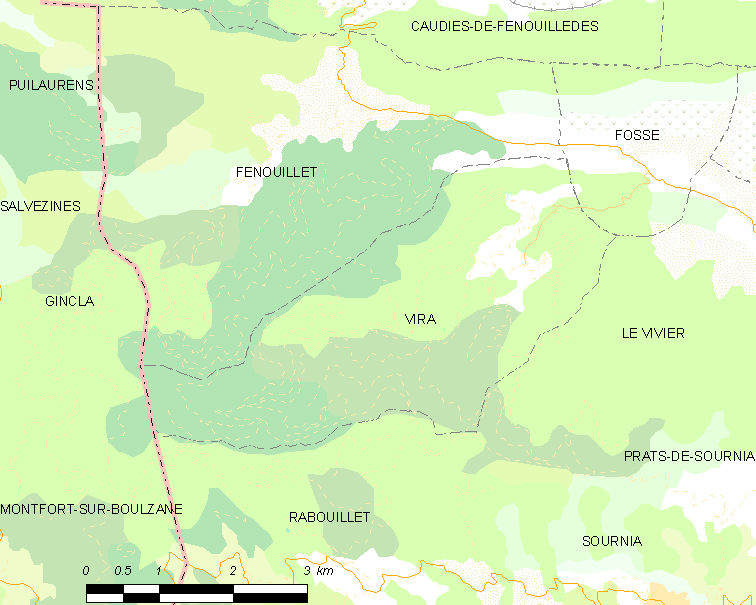
Mapa de la comuna de Virà

## Administració i política
Actualment forma part del cantó de la Vall de l'Aglí (nou agrupament de municipis fruit de la reestructuració cantonal feta amb motiu de les eleccions cantonals i departamentals del 2015), amb capitalitat a Ribesaltes.
| Alcalde               | Període     |
| --------------------- | ----------- |
|                       |             |
| Émile Ruffat          | 1960 - 1965 |
| Jean Ruffat           | 1965 - 1989 |
| Étienne Espinet       | 1989 - 1996 |
| Maryse Espinet        | 1996 - 2007 |
| José Vives            | 2007 - 2014 |
| Jean-Francis Franchet | 2014 -      |

## Demografia
La població era de 8 focs el 1367, 12 el 1375 (amb 3 a Perles). A mitjan segle xviii tenia 80 habitants, ile 1789, 23 focs, el 1818 comptava amb 125 ha. el 1834 amb 174, el 1861 amb 163 i el 1891 amb 150. El segle xx va tenir una tendència molt negativa; 96 el 1926, 53 el 1954, 33 el 1962, 34 el 1968, 23 el 1975 i es va recuperar un xic el 1982 amb 42 ha. però després a tornat a baixar fins a arribar als 28 del 2015. (consulteu gràfic).

Població 1962-2008